# Jänissaari och Ahosaari
Jänissaari och Ahosaari är en ö i Finland. Den ligger i Lestijärvi och i kommunen Lestijärvi i den ekonomiska regionen  Kaustby ekonomiska region  och landskapet Mellersta Österbotten, i den centrala delen av landet, 400 km norr om huvudstaden Helsingfors. Öns area är 2,7 hektar och dess största längd är 270 meter i öst-västlig riktning.